# Calosphaeriaceae
Calosphaeriaceae es una familia de hongos en el orden Calosphaeriales.

## Géneros
La familia contiene los siguientes géneros:
- Calosphaeria
- Calosphaeriophora
- Jattaea
- Kacosphaeria
- Pachytrype
- Phaeocrella
- Phragmocalosphaeria
- Togniniella
- Wegelina